# Respons
Een respons is reactie van een organisme op een verandering in de uitwendige of inwendige omgeving. Deze prikkel wordt in de fysiologie een stimulus genoemd.
Veel organismen bezitten speciale organen die gevoelig zijn voor prikkels: de zintuigen. Deze zintuigen reageren op een prikkel met elektrische impulsen die via zenuwbanen naar een regelend orgaan (hersenen) gestuurd worden. Indien een prikkel te zwak is, volgt er geen respons; de prikkel moet een bepaalde drempelwaarde overschrijden voor het zintuig reageert. 

## Voorbeelden
- Een film die als emotioneel wordt ervaren: de kijker wordt droevig. De emotionele film is de stimulus en de bedroefdheid de respons.
- Een pijnprikkel waarbij de persoon zich agressief gaat gedragen. Hierin is de pijnprikkel de stimulus en de agressieve gedraging de respons.
- Een drankje met alcohol, waarbij de persoon zich ongeremd gaat voelen. Het drankje met alcohol verlaagt de drempelwaarde voor een stimulus en het ongeremde gedrag is de respons.